# Исаково (Воскресенский район)
Исаково — деревня в Воскресенском муниципальном районе Московской области. Входит в состав сельского поселения Ашитковское. Население — 488 чел. (2010).

## География
Деревня Исаково расположена в северной части Воскресенского района, примерно в 11 км к северу от города Воскресенска. Высота над уровнем моря 115 м. В 1 км к востоку от деревни протекает река Нерская. В деревне 8 улиц, приписано 1 СНТ. Ближайший населённый пункт — деревня Щельпино.

## История
В 1926 году деревня являлась центром Исаковского сельсовета Ашитковской волости Бронницкого уезда Московской губернии.
С 1929 года — населённый пункт в составе Ашитковского района Коломенского округа Московской области, с 1930-го, в связи с упразднением округа и переименованием района — в составе Виноградовского района Московской области. В 1957 году, после того как был упразднён Виноградовский район, деревня была передана в Воскресенский район.
До муниципальной реформы 2006 года Исаково входило в состав Виноградовского сельского округа Воскресенского района.

## Население
В 1926 году в деревне проживало 790 человек (377 мужчин, 413 женщин), насчитывалось 157 хозяйств, из которых 154 было крестьянских. По переписи 2002 года — 398 человек (178 мужчин, 220 женщин).
| 1926 | 2002 | 2010 |
| ---- | ---- | ---- |
| 790  | ↘398 | ↗488 |